# Yoann Poulard
Yoann Poulard (Saint-Nazaire, 1 de julho, 1976) é um futebolista da França.